# B. Kočího Malý slovník naučný

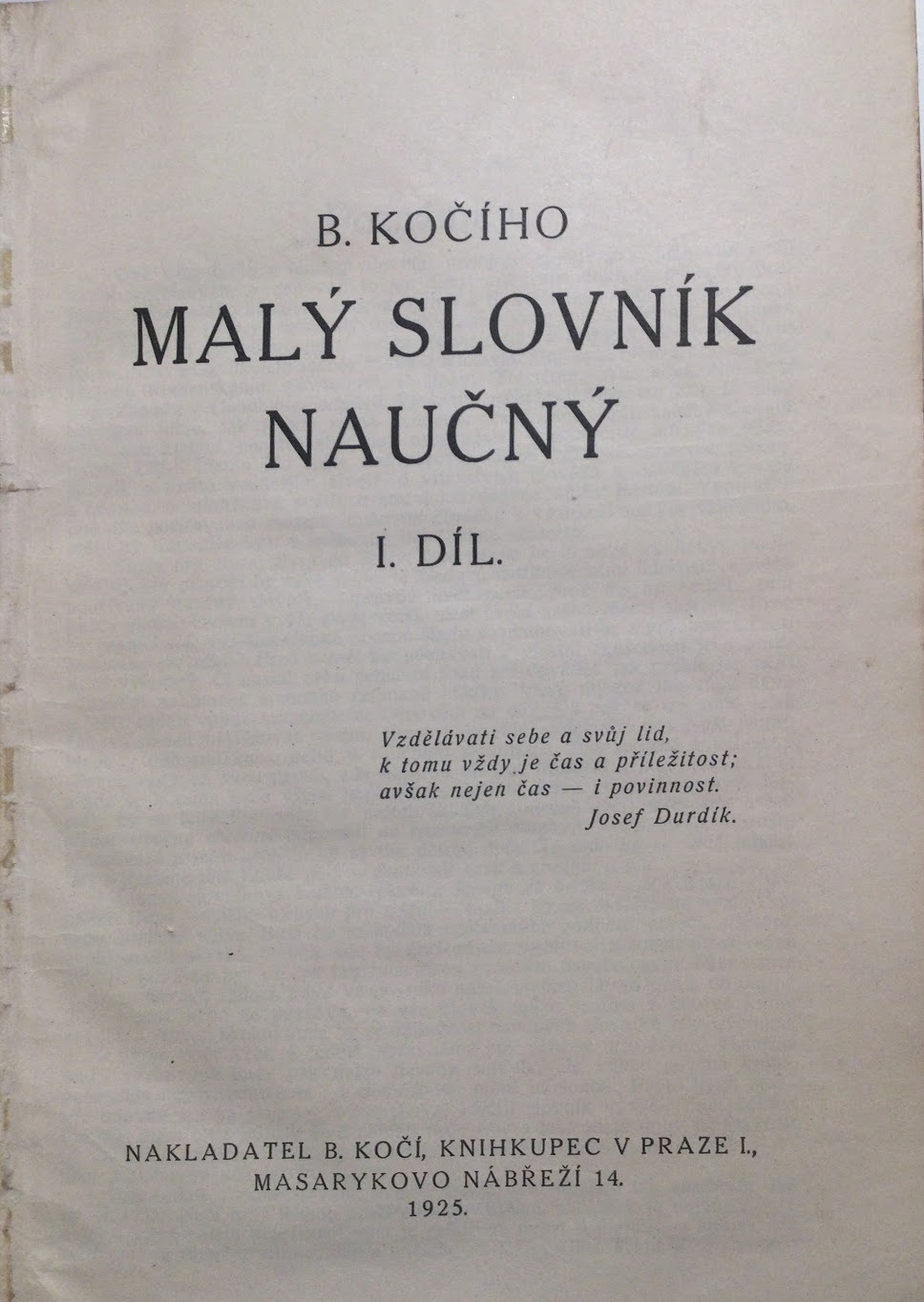
Úvodní strana slovníku s citátem Josefa Durdíka

B. Kočího Malý slovník naučný je všeobecná česká encyklopedie vydaná nakladetelem Bedřichem Kočím ve dvou svazcích v letech 1925 a 1929. Dohromady obsahuje kolem 100 000 hesel na 2132 stranách. Hlavním redaktorem byl František Antonín Šídlo. Celkem na něm pracovalo 71 spolupracovníků.
Kočího cílem bylo, aby byla encyklopedie dobře dostupná širokému lidu. Vycházela proto i v sešitech či obsahuje i praktické informace v heslech jako "utonutí". V letech 1929 a 1930 vyšla i v kapesním vydání. Cena dvou vázaných svazků kapesního vydání byla 80 Kč a poštovné. Pro ušetření místa jsou hesla telegraficky krátká a s velkým množstvím zkratek, což snižuje jejich čitelnost.
Její obsah byl popsán takto: „V duchu redaktorova světového názoru jsou akcentovány momenty soudobého pacifismu jako životního stylu, otázky vegetariánství, abstinence a jejich průkopníků.“
V doslovu druhého dílu jsou přislíbené dva sešity s doplňky, které ale nikdy nevyšly.
Encyklopedie vyšla i v kapesním vydání s identickým obsahem, ale v menším formátu (původní vydání má 16x23cm, kapesní 9x13.7cm).

## Svazky
|    | Rok vydání | Rozsah      | Počet stran |          |
| -- | ---------- | ----------- | ----------- | -------- |
| 1. | 1925       | A-Jyväskylä | 1032        | (online) |
| 2. | 1929       | K-Żyrardów  | 1084        | (online) |